# Максим Авуджа
Максим Аглаго Авуджа (нім. Maxime Aglago Awoudja, нар. 2 лютого 1998, Мюнхен, Німеччина) — німецький футболіст тоголезького походження, центральний захисник клубу «Штутгарт». На правах оренди грає за «Тюркгюджю Мюнхен».

## Ігрова кар'єра

### Клубна
Максим Авуджа народився у Мюнхені. У футбол почав грати у молодіжних складах місцевих команд з нижчих дивізіонів. У 2007 році Авуджа приєднався до футбольної школи «Баварії» і тривалий час грав у дублі мюнхенського клубу у турнірі Третьої ліги.
Влітку 2019 року Максим Авуджа підписав контракт до 2022 року з клубом Другої Бундесліги «Штутгарт», з яким вже у першому сезоні зумів вийти до Бундесліги. У травні 2020 року Авуджа отримав травму ахілла і на довгий час вибув з гри.
Для повернення ігрової практики у січні 2021 року Авуджа на правах оренди перейшов до клубу Третьої ліги «Тюркгюджю» з Мюнхена.

### Збірна
Максим Авуджа з 2017 року брав участь у матчах юнацьких збірних Німеччини. У 2019 він зіграв дві гри у складі молодіжної збірної Німеччини.